# 海峽兩岸服務貿易協議存查爭議
海峽兩岸服務貿易協議存查爭議是指在2014年3月17日時，中國國民黨籍立法委員張慶忠在被民主進步黨籍立法委員阻擋登上主席臺的情況下，於會議室後方自行宣布「《海峽兩岸服務貿易協議》依法視為已審查並且交由院會存查」，進而引起的關於違背朝野協商內容以及法律引用問題所帶來的爭議事件。其中中國國民黨主張《海峽兩岸服務貿易協議》已經超過3個月的期限，因此依照法律所提到的行政命令審查之規定視為已審查，並且轉交立法院院會存查。但是民主進步黨則主張《海峽兩岸服務貿易協議》並非行政命令，因此必須依照先前朝野協商的內容在審查委員會內進行逐條逐項的實質審查，之後才能夠提交給院會表決。而在這次事件發生過後，包括民主進步黨在內的反對團體紛紛發起行動要求恢復逐條審查，並且進一步引起之後由大學生發起的佔領立法院行動。

## 背景

### 協議簽署

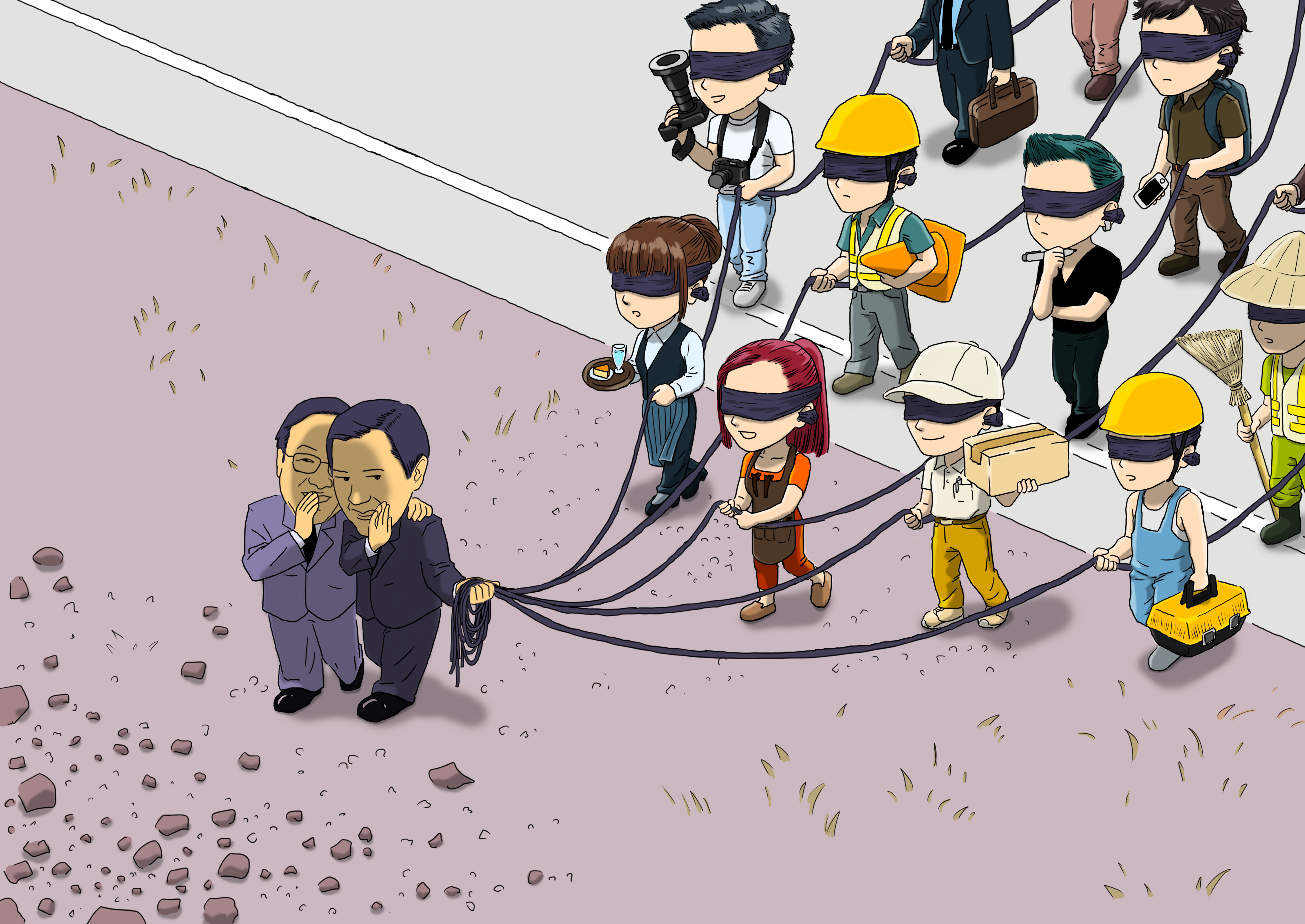
一張諷刺中華民國政府對於《海峽兩岸服務貿易協議》其談判透明度的插畫。

2010年6月29日時，為了推動兩岸經貿正常化而使得兩岸兩會（海協會與海基會）共同簽署了《海峽兩岸經濟合作架構協議》。之後雙方依照《海峽兩岸經濟合作架構協議》第四條「服務貿易」規定，兩岸同意在服務貿易早期基礎上在協議生效後6個月內就雙方的服務貿易協議展開協商。其中《海峽兩岸服務貿易協議》討論的內容要求進一步制度化規範和保障兩岸雙方服務提供者的權益，擴大業界交流合作和市場規模並且減少限制性措施。而在2013年6月21日雙方正式簽署之後，馬英九政府多次表示此案攸關臺灣經濟發展並且呼籲以中國國民黨立法委員佔大多數的立法院能夠盡早通過。其中《海峽兩岸服務貿易協議》獲得通過後將允許臺灣和中國大陸的服務型企業得以互相往來，並且在對方領土設立分支機構或者是連鎖店鋪。其中中華人民共和國將允許臺灣企業提供線上購物、醫療、交通、旅遊等服務，而中華民國則將允許中國大陸企業得以經營出版、影視、醫療照顧等工作。其中預期經濟政策開放的市場以及就業效應，政府認為藉由《海峽兩岸服務貿易協議》的施行能夠對於臺灣的電子商務、資訊業、線上遊戲業、金融業、環保業、物流以及運輸業等產業有正向影響。
而中華民國經濟部在公告準備進行有關《海峽兩岸服務貿易協議》的談判後，分別在2013年4月25日、5月2日以及5月30日召開3次立法院專案報告。而為了基於談判期間保密之理由，各個主管機關也以小型非公開的方式向46種服務業公會代表進行110次諮商會議或者小型座談。然而雖然今日中國大陸已經成為臺灣最大的貿易夥伴、同時雙方之間的交流關係也逐漸獲得改善，但是在野黨、民間學術界、社會團體等仍然擔憂牽涉臺灣服務產業貿易和投資的開放條件的《海峽兩岸服務貿易協議》對於臺灣中小型企業的負面影響，認為不完善的經濟制度將會促使得臺灣更加仰賴市場規模較為龐大的中國大陸，甚至可能會嚴重影響中華民國自身的政治與經濟環境。與此同時社會運動團體還批評雙方政府談判缺乏透明度，特別是沒有公開在2013年6月在上海市召開的討論內容。這些種種的措施使得立法院朝野兩黨開始不斷發生衝突，

### 朝野協商
在2013年6月25日時，中國國民黨與民主進步黨在經過朝野協商後同意強制逐條審查並且表決通過，並且未經實質審查通過前協議不得啟動生效。其中朝野協商的簽署者除了立法院院長王金平和立法院副院長洪秀柱，還包括中國國民黨籍立法委員林鴻池、賴士葆和林德福、民主進步黨籍立法委員柯建銘、邱議瑩和潘孟安、台灣團結聯盟立法委員許忠信和黃文玲以及親民黨籍立法委員李桐豪。之後中華民國經濟部在7月時提出《兩岸洽簽服務貿易協議對我總體經濟及產業之影響評估》，但是對於外界所質疑的負面影響並無回應。而到了同年8月召開第二次臨時會期間，王金平再次表示的《海峽兩岸服務貿易協議》將採取逐條審查的方式進行，不可能自動生效。另外一方面在朝野協商中還同意在協議實質審查前分別由中國國民黨以及民主進步黨舉辦16場的公聽會，然而包括反黑箱服貿行動聯盟、黑色島國青年陣線、律師賴中強和學者鄭秀玲等人則批評公聽會流於形式，同時政府對於公民團體與反對學者提出的意見並沒有回應或者有所改變。
不過中華民國經濟部部長張家祝則表示雖然依照第8條的緊急磋商條款，在協議施行後只要認定對產業造成實質性損害便能夠暫停進行，但是按照國際慣例簽署後的條約在生效前都不應該有所更動。由於執政的中國國民黨在立法院113個席次中佔有65席，因此作為主要反對黨的民主進步黨則多次嘗試拖延協議審查。其中民主進步黨依照協議內容所舉辦的8場公聽會拖延了4個月，而民主進步黨黨團總召柯建銘更公開表示不會讓《海峽兩岸服務貿易協議》於這會期通過。另外一方面，自2013年6月20日開始託付委員會審查的《海峽兩岸服務貿易協議》到同年12月底時便已經逾期3個月，對此前行政院經濟建設委員會主任委員尹啟銘則表示將原先的點出《海峽兩岸服務貿易協議》從備查案改為審查案、甚至在朝野協商中要求逐條審查與表決，已經違反了《臺灣地區與大陸地區人民關係條例》及《地方制度法》的規範。

## 經過

### 計畫通過
早在2013年12月26日時，立法院內政委員會召集委員張慶忠便刻意安排此次《海峽兩岸服務貿易協議》審查會議，並且藉由過往立法院「一案一召委」的慣例以方便搶佔主導權。不過當時部份藍營人士認為依照先前朝野協商結果應該在公聽會結束後才能進入委員會審查，並且藍營內部本身因為未能就如何通過《海峽兩岸服務貿易協議》達成共識而一再向綠營妥協。3月10日至3月14日期間由民主進步黨立法委員陳其邁擔任立法院內政委員會在主席時，雖然依照協商內容兩度準備針對協議實質內容逐條審查。但是執政黨以及在野黨立法委員仍為了爭奪主導權而多次在立法院內爆發肢體衝突，其中中國國民黨黨團以民主進步黨無權排審為由杯葛議事。其中柯建銘指控中國國民黨破壞立法院議事規則與慣例，並且認為在下一周中國國民黨立法委員張慶忠不應該排案進行審理。而包括林鴻池等中國國民黨黨團幹部曾數度找立法院院長王金平請求協商化解僵局，但是卻一直未獲得正面回應。而王金平在3月16日接受採訪時表示《海峽兩岸服務貿易協議》已經交由委員會審查，在立法院院會無權干預的情況下只能視情形協調處理。
不過藍營在認定綠營在聯席委員會上並沒有意願按照協商逐條審理，並且認為要進入逐條實質審查已經十分困難，因此決定改採取強勢作法以通過協議。對此中國國民黨黨團核心幹部於3月15日和3月16日密集開會討論，其中包括審慎評估何時展開行動以及有關王金平黨籍案所可能帶來的效應等，最後要求所有人高度保密並且控制知情人士不超過5人。其中中國國民黨一開始設定的目標為設法將《海峽兩岸服務貿易協議》送出審查委員會，藉此脫離朝野政黨意見僵持不下的困局，之後在透過4月初召開的立法院院會針對《海峽兩岸服務貿易協議》進行表決。在會議中便有立法委員建議仿照過去民主進步黨立法委員佔領主席臺時，由中國國民黨籍召集委員直接宣佈開會並且讓迅速送出委員會的方式處理之。而為了解決之後綠營提出的確認議事錄等抗議手段，在這之後黨團則決定藉由改變討論議程並且不再召開聯席委員會的方式應對。
另外據傳中華民國總統馬英九也曾經在中國國民黨中山會報上，要求政策會執行長林鴻池務必讓《海峽兩岸服務貿易協議》在2014年6月前獲得通過，並且這項命令也向包括張慶忠等立法院中國國民黨黨團幹部傳達。而包括黑色島國青年陣線、公投護台灣聯盟、台灣教授協會、澄社等53個非政府團體由於擔心中國國民黨按照計劃逕行宣布《海峽兩岸服務貿易協議》完成協議審查，則計畫自3月17日上午開使發起「捍衛民主120小時」行動作為應對，並且要求中國國民黨等立法委員應該落實國會監督機制並且實質審查《海峽兩岸服務貿易協議》。

### 佔領主席臺
其中中國國民黨原本排定在2014年3月17日下午、3月18日至3月19日審查《海峽兩岸服務貿易協議》，並且規畫在中午時便於立法院群賢樓9樓大禮堂召開黨團大會，藉此下午便能夠順勢開會審查而搶得優勢。而由於3月17日當天是《海峽兩岸服務貿易協議》初次審理的緣故，因此包括立法院內政委員會在內的8個常設委員都會出席。而在上午召開的財政委員會主要討論《金融消費者保護法》修正條文第7條及第10條，在會議上包含林德福在內的中國國民黨籍立法委員要求作為《海峽兩岸服務貿易協議》通過後最大獲益者的金融業出面表態支持。而中華民國金融監督管理委員會主任委員曾銘宗則表示《海峽兩岸服務貿易協議》獲得通過後，將對於臺灣股票交易市場的上揚有所幫助。
然而上午10時，民主進步黨籍立法委員便陸陸續續進駐當時仍然由財政委員會所使用的大禮堂。到了中午時分，當財政委員會主席賴士葆仍然就條文文字問題徵詢在場立法委員以及中華民國金融監督管理委員會主任委員曾銘宗等人意見時，民主進步黨籍和台灣團結聯盟籍立法委員便開始準備搶佔主席臺。在中華民國金融監督管理委員會急補充文字並且立即通過後，民主進步黨籍立法委員便在宣告散會後立刻佔領了主席臺附近區域。之後雙方為了會議室場地問題展開爭執，其中民主進步黨籍立法委員管碧玲還與中國國民黨籍立法委員陳淑慧、江惠貞、王育敏、黃昭順等人互罵；而民主進步黨籍立法委員還使用4部大型音響大聲播放歌曲，並且其下立法委員跟著歌聲唱以干擾會議進行。

### 宣布存查
下午2時30分，行政院大陸委員會主任委員王郁琦等官員先是進入會議室內，稍後中國國民黨立法委員張慶忠在盧嘉辰與廖國棟等人戒護下原本要在主席臺上宣布開會。但是因為遭到民主進步黨立法委員包圍而無法按照議程進行，之後中國國民黨立法院黨團之後開始嘗試搶攻主席臺，其中上前阻擋的民主進步黨籍立法委員員邱志偉便與中國國民黨籍立法委員費鴻泰等人推擠。稍後張慶忠雖然試圖從另外一邊登上主席臺，但是在遭到識破後便放棄並且退回會議室後方。
之後中國國民黨黨團成員第二度試圖取得主席台但是再度被民主進步黨籍立法委員攔下，其中邱志偉和李俊俋跳上會議桌試圖搶奪麥克風。而在混亂中張慶忠和林淑芬則被推倒在地上，並且在朝野立法委員和媒體層層包圍下一直到數分鐘後才順利站起來。在一陣混亂後張慶忠和部分中國國民黨籍立法委員回到國會辦公室商討對策，而一些中國國民黨黨團幹部和民主進步黨籍立法委員也到張慶忠辦公室討論，不過在會議室內的民主進步黨籍立法委員則關門阻擋張慶忠主持會議。衝突過後在野黨籍立法委員持續占據會議室主席臺，並且一方面聲稱議程無效、另外一方面開始在會議室內播放《你敢有聽着咱的歌》。在場的中國國民黨籍立法委員則要求停止播放音樂並且恢復會議進行，而中國國民黨籍立法委員紀國棟則表示根據分貝測試器指出當時現場噪音一度飆破100分貝。
之後張慶忠在2點39分時在會議室後方以預先準備無線麥克風宣布開會，認定先前召開3場的《海峽兩岸服務貿易協議》聯席審查會議無效；並且表示由於《海峽兩岸服務貿易協議》送交立法院審查已經超過3個月的期限，因此依法視為已經審查並且改交由立法院院會存查。此舉引發綠營立法委員邱志偉、吳秉叡、林淑芬的強烈不滿，三人立刻嘗試搶下麥克風以阻止張慶忠繼續宣讀。其中邱志偉還跳上會議桌並且與張慶忠發生激烈推擠，兩人從會議室場內擠到場外茶水間，而10多名朝野立法委員也在會議室後方扭打一團。而在衝突結束之後張慶忠則轉移到另外一個會議室休息，而雖然已經散會但是朝野兩黨立法委員仍然在主席臺附近對峙。之後包括姚文智、段宜康、邱議瑩、陳其邁、柯建銘等綠營立法委員則前往關心張慶忠的狀況，並且勸張慶忠好好休息並看醫生。而到了下午5時30分，民主進步黨籍立法委員才在陳其邁宣布會議無效的情況下散會。

### 協商失敗
會議結束後張慶忠在接受採訪時表示當時準備了2支麥克風和1支隱藏式無線麥克風，其中邱志偉搶走的麥克風是別的會議室所有，而真正手持麥克風者則是當時在一旁的中國國民黨籍立法委員盧嘉辰，另外他也事前在領口別上了無線麥克風作準備。而他表示一切結果將依照主席的宣告為準，並且提到若認為議事程序有所爭議的話願意在議事錄簽名以示負責。而在中國國民黨黨團記者會結束後，中華民國總統馬英九除了致電擔任中國國民黨副秘書長的林鴻池表示感謝外，同時也特地關心法律程序是否完備。而林鴻池則向馬英九表示是在確認已經達到定人數下宣布開會，並且隨後將《海峽兩岸服務貿易協議》送交立法院院會存查。同時中國國民黨黨團決議將獲得存查的《海峽兩岸服務貿易協議》在4月8日時送交立法院院會投票表決，並且先行在3月21日時變更議程並且將《海峽兩岸服務貿易協議》納入當天的討論表決之中。
而民主進步黨則立即質疑會議無效，並且決定在隔天杯葛立法院院會以發起「焦土抗爭」。3月18日早上8時30分，立法委員葉宜津、陳節如和吳宜臻便先行佔領議場主席台。到了預定開會時間上午9時，民主進步黨籍和台灣團結聯盟立法委員全體佔領主席臺，並且手持「遵守朝野協商，逐條逐項嚴審」等標語以表達不滿。由於綠營不讓議事進行使得立法院院長王金平召集朝野黨團協商，其中王金平一方面向林鴻池表示當初《海峽兩岸經濟合作架構協議》是在他主導下才能夠通過，另外一方面則表示即便不宣告散會會議仍然可以持續到下午進行。最後在民主進步黨黨團總召柯建銘同意下，王金平在11時30分上台宣佈因為朝野協商沒有共識而散會，並且請行政院院長江宜樺等官員先離席並且視協商結論後再備詢。對於這次事件王金平表示不知道程序委員會是否會將《海峽兩岸服務貿易協議》視為通過初審，但他也表示朝野雙方對於已經協調好的作法都沒有確實遵守。而對於上午民主進步黨黨團佔領主席臺事情，王金平則在協商雙方都很堅持的情況下「那是無可奈何的事」，並且希望雙方能夠重新提出方案以及進行討論。

## 後續

### 抗議行動

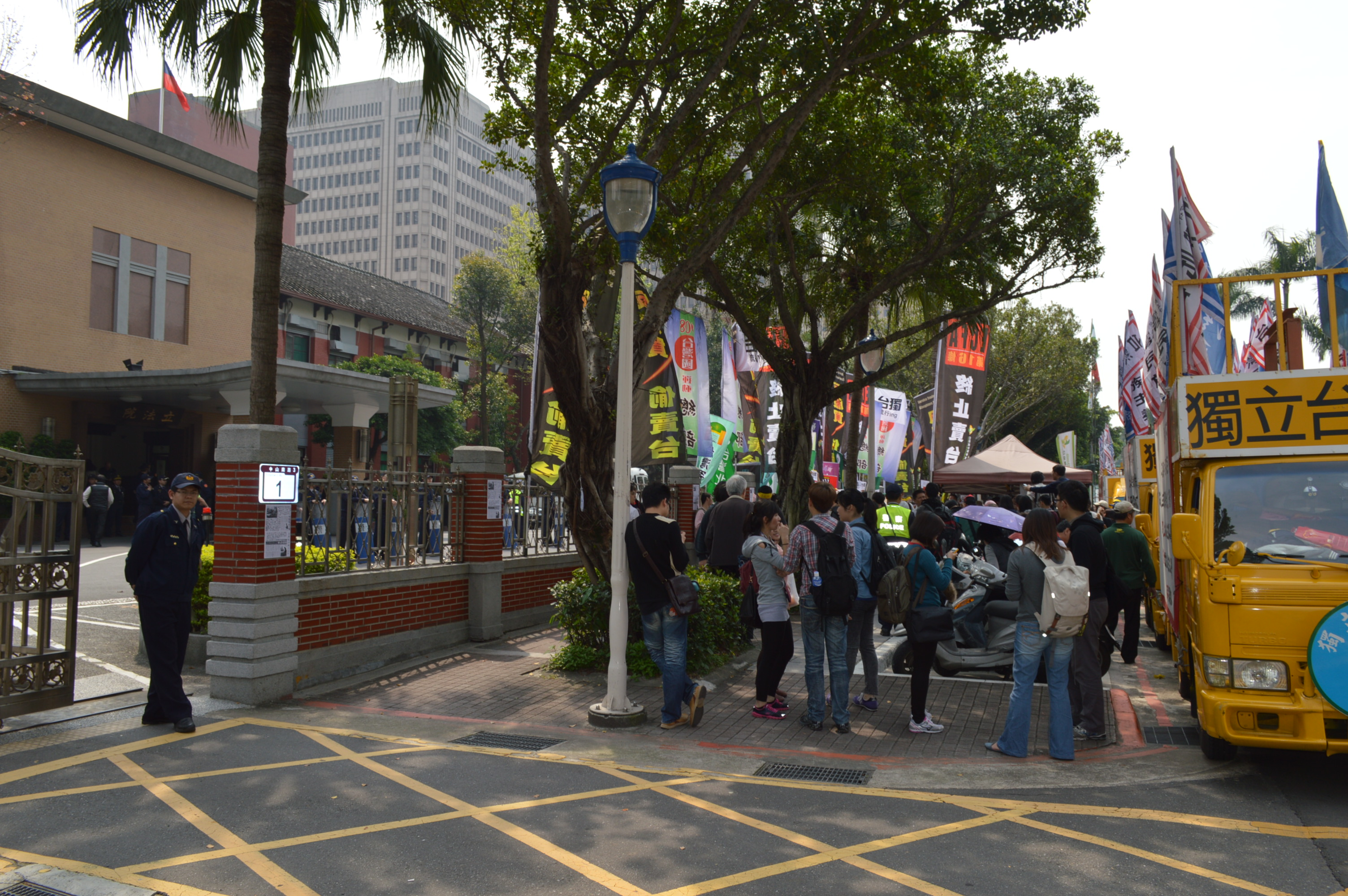
3月18日當天上午，在立法院外抗議《海峽兩岸服務貿易協議》獲得存查的群眾。

在獲知中國國民黨已經將《海峽兩岸服務貿易協議》送至立法院院會存查後，包括反黑箱服貿民主陣線、台灣勞工陣線、台灣農村陣線、台灣人權促進會、台灣教授協會、公投護台灣聯盟、婦女新知基金會以及反媒體巨獸青年聯盟等數十個民間團體在3月18日於立法院門首抗議，其中除了要求馬英九政府必須為這一違反民主之行徑道歉外，也要求立法院刪除不實的會議紀錄。其中反黑箱服貿民主陣線召集人賴中強批評：「不論哪一政黨，這是七成民意對抗九%總統的過程！」而包括台灣團結聯盟主席黃昆輝、多名台灣團結聯盟籍與民主進步黨籍立法委員都到場聲援，而導演柯一正和王小棣等藝文界人士也公開表示支持抗議群眾的訴求。
而到了晚間6時，反黑箱服貿民主陣線等50個公民團體結合抗議《海峽兩岸服務貿易協議》未經逐條審查的群眾在立法院群賢樓外舉行「守護民主之夜」。活動期間聚集了200多名示威群眾，並藉由各界人士演講、樂團表演以及播放短片等來邀請民眾參與這次抗議活動。其中包括反黑箱服貿民主陣線召集人賴中強、台灣勞工陣線秘書長孫友聯、台灣教授協會會長呂忠津、中華民國殘聯聯盟秘書長王榮璋、全民監督健保聯盟發言人滕西華、中央研究院副研究員黃國昌等人都輪流上臺發言，而臺北市市長參選人顧立雄、民主進步黨總召柯建銘、民主進步黨立法院黨團書記長吳秉叡、立法委員蕭美琴和吳宜臻等人也前往聲援這次活動。同時「守護民主之夜」也計畫在3月19日早上，藉由號召民眾早點名的方式來包圍立法院，並且抗議行動將會持續到3月21日為止。隨著晚上聲援群眾不斷聚集至立法院周遭，到了晚上8時警方便將原本開放單線道車輛通行的濟南路全部封閉。
不過在這之前為了抗議中國國民黨違反先前朝野協議中逐條審查《海峽兩岸服務貿易協議》，便促使得當天晚間9時上百名學生進入立法院並且與警方爆發推擠衝突。稍後有300名抗議學生宣布佔領立法院議場並且表示將會持續佔領議場直到3月21日為止，另外一方面也有上千名示威群眾包圍立法院表示支持。其中反媒體巨獸青年聯盟總召吳學展便表示中國國民黨無視民主程序強行通過《海峽兩岸服務貿易協議》，這一舉動本身已經違反了民主的精神，因此希望藉由佔領立法院的舉動要求委員會重新逐條審查協議內容。而雖然警方後來陸陸續續發動幾次清場行動並且企圖架離學生，但是在學生具有人數優勢下都無功而返。

### 宣佈無效
3月24日上午，立法院內政委員會等8個常設委員會召開聯席會議並且初審《海峽兩岸服務貿易協議》，然而在這次會議中中國國民黨籍立法委員全體都未出席。民主進步黨籍立法委員吳秉叡在立法院內政委員會提案表示「立法程序違反國會議事規範，逕自宣布亦為錯誤，決議含本院議事處函覆議事處審查報告無效，應將該案退回」，並且提出兩岸協議監督機制立法後才重新審查協議、以及行政院應該撤回《海峽兩岸服務貿易協議》而重新展開談判。之後擔任內政委員會主席的民主進步黨籍立法委員陳其邁在詢問在場立法委員是否反對後，且沒有人反對的情況下無異議通過。
3月25日時，民主進步黨籍立法委員管碧玲則在Facebook上公布3月17日當天所記錄的立法院議事公報內容，表示當天審查會會議會議紀錄實際記錄內容僅有「報告委員會，出席人數52人，已達法定人數……（現場一片混亂）」，批評並沒有張慶忠所聲稱「服貿協議已逾3個月，可視為已審查，並送院會存查」等話語紀錄。之後陳其邁也以立法院公報初稿中所記錄的3月17日紀錄，表示因為沒有之後張慶忠所表示的「送院會存查」內容而使得上次會議無效。對此林鴻池則表示公報內容僅是依據錄音系統逐字寫出，而張慶忠在會議結束後有把宣告內容逐字稿寫出因此仍然生效，並且表示公報並不會因為錄音系統遭拉扯而聽不清楚就無效。

### 重新審理
3月31日上午中國國民黨立法院黨團幹部會議結束後，張慶忠在接受記者採訪時表示：「造成政治、社會動亂，我願意為大家來道歉。」不過他也提到3月17日當天民主進步黨籍立法委員多次占領主席臺而使得會議無法順利進行。而當天立法院內政委員會於審查《都市更新條例》修正草案時，民主進步黨籍立法委員李俊俋、姚文智、邱議瑩等人要求擔任會議主席的張慶忠應該道歉並且辭去召集委員一職，對此張慶忠則強調自己一切依程序處理。之後同樣擔任召集委員的陳其邁表示將持續杯葛張慶忠主持的會議，張慶忠則回應說陳其邁過去通過《集會遊行法》時也僅花20秒便完成程序，而這段話隨即引起陳其邁的不滿並且拿起桌上的茶水潑向張慶忠。到了下午時中國國民黨政策委員會執行長林鴻池與張慶忠共同召開記者會道歉，其中林鴻池表示自己已經向中國國民黨主席馬英九兩度請辭，而張慶忠則於4月2日和4月3日依照先前朝野協商結果重新召開聯席委員會審查《海峽兩岸服務貿易協議》。

## 反應

### 在野黨方面
宣布封查《海峽兩岸服務貿易協議》的舉動引來許多在野黨以及社會各界的批評，其中反對者認為這一做法未遵照2013年6月25日時朝野協商的結果，要求在經過逐條實質審查並且並且表決後才能夠生效。另外針對《海峽兩岸服務貿易協議》的條文，是否能夠援引《立法院職權行使法》中的行政命令規定也引起爭議。民主進步黨主席蘇貞昌表示中央委員會將提出因應方案，並且號召可能受到影響的民眾在3月21日包圍立法院以要求實質審查協議內容，但是對此中國國民黨籍立法委員林鴻池則回應「那就包圍」。此外民主進步黨表示黨內已經就不承認此次服貿宣讀程序獲得共識，並且計畫將先在3月20日時與公民團體研商後續行動。稍後民主進步黨中國事務部主任洪財隆也提出了《海峽兩岸服務貿易協議》條文與特定承諾表，認為包括印刷業、物流倉儲業、安養機構、美容美髮業、洗衣業、入口網站、廣告服務業以及電信特殊業務等行業不應該完全開放。
而對於這次事件，前民主進步黨主席蔡英文在Facebook上斥責：「馬總統及馬主席，你應該說清楚！若不制止這種悖離民主的恣意妄行，你如何向歷史交代！」而民主進步黨副秘書長李俊毅則是呼籲行政院院長江宜樺應該尊重國會的審查權，遵守依照程序審查而不自動生效的承諾。民主進步黨黨團幹事長高志鵬對於張慶忠宣布協議送院會存查的結果，他則提到：「民進黨絕對不可能吞下去！」民主進步黨總召柯建銘則是批評這次事件類似台灣進口美國牛肉問題審議時由中國國民黨籍立法委員蔡錦隆自行宣布通過，但是這次擔任主席的張慶忠則是透過麥克風與議場連線並且逕自宣讀人數，對此他則表示：「主席不上主席台就宣布議會程序，這種作法民進黨絕對不承認！」謝長廷亦表態支持在野黨全面抗爭，並且要求《海峽兩岸服務貿易協議》重新交由立法院委員會進行實質的逐條審查
另外民主進步黨籍立法委員蕭美琴、吳秉叡與吳宜臻則在3月18日下午宣布展開70小時禁食並且，以抗議國民黨將《海峽兩岸服務貿易協議》送交立法院院會存查。其中蕭美琴表示在各項民意調查顯示有70%以上民意支持逐條審查的情況下，對於未能夠阻止張慶忠宣佈《海峽兩岸服務貿易協議》送至立法院院會存查一事感到痛心。而律師顧立雄也表示將提供法律諮詢，藉由聲請司法院大法官釋憲的方式希望能解決《海峽兩岸服務貿易協議》遭到強行通過的不正當性。另外在同一天，台灣團結聯盟新北市黨部主委王銘源、台灣製造產業聯盟理事長黃光藝、新北市市議員參選人李宜潔、新北市市議員參選人陳良安、臺北市市議員參選人簡聖哲、臺北市市議員參選人陳嘉霖、臺中市議員參選人劉國隆等人也號召支持者前往張慶忠位於新北市中和區的服務處抗議並且遞交抗議書，不過之後新北市政府警察局中和第二分局則以未事先申請集會為由舉牌警告。

### 執政黨方面
執政的中國國民黨表示原本亦希望按照朝野協商內容進行，但是因為民主進步黨破壞朝野協商結果不斷阻擾會議進行才如此決定。對此擔任立法委員的林鴻池便在記者會上表示「會有這樣的結果是被民進黨逼的」，並且表示中國國民黨不會同意將《海峽兩岸服務貿易協議》重新交由委員會重審。並且他也表示在送交給立法院院會後便是由立法院院長王金平負責處裡，中國國民黨黨團之後將不會代為發言。而同樣是中國國民黨籍立法委員的吳育昇則表示雖然議事轉播系統因為過於吵雜而未錄下宣讀內容，但是由於確實有此事因此委員會仍然會提報給院會處理；而他也表示由於本案已經完成聯席委員會審查，在已經依法送至院會的情況下使得民主進步黨也無法於之後重新安排協議審查。
另外一方面行政院在3月17日傍晚查閱立法院議事紀錄後，得出「全案送出委員會」的結論。對此行政院發言人孫立群則表示行政院尊重立法院的程序，並且感謝立法院聯席委員會以及召集委員張慶忠的辛勞。但是之後這番言論遭到民主進步黨籍立法委員陳亭妃批評在尚未確認議案的情況下不尊重立法院，對此孫立群之後則是表示只是致意並且希望立法院院盡快完成全案的法定程序。而中華民國總統馬英九則是在3月18日的中山會報上聽取立法院黨團有關審查過程報告，之後他表示臺灣不應該斷絕與國際社會的聯繫，並且提到「希望在野黨不要做臺灣的罪人」。對於一些要求立法院院長出面處理的意見，立法院院長王金平則表示自己將不會介入委員會的運作。不過一些評論則指出由於受到九月政爭所引發的黨籍司法訴訟影響，王金平仍然會嘗試在朝野政黨中協商出雙方可以接受的結果。

### 其他評論
包括中華民國工商協進會、中華民國全國工業總會、中華民國全國商業總會、中華民國全國中小企業總會、中華民國工業協進會以及台灣區電機電子工業同業公會等團體，在會議結束後也表示將發動會員廠商共同連署以示支持。其中聯華神通集團董事長苗豐強便表示《海峽兩岸服務貿易協議》要為了逐條審查而不遲遲不簽署，只會讓臺灣為數眾多的中小型企業無法承擔在海外國家設廠的資本。不過全國關廠工人連線則是反對《海峽兩岸服務貿易協議》不受到全民監督而得以實施，並且批評這是中國國民黨為了資方在中國大陸的利益所做出的舉動。而中央研究院法律學研究所助研究員黃丞儀則評論說《海峽兩岸服務貿易協議》本身並非行政命令，並且認為任何兩岸協議的締結與監督都必須考量到《中華民國憲法》以及獨特的海峽兩岸關係。

## 外部連結
- （繁體中文） 服貿協議送院會[永久]